# کلادنتسی (استان بلاگووگراد)
کلادنتسی (به بلغاری: Kladentsi) یک منطقهٔ مسکونی در بلغارستان است که در شهرستان پتریچ واقع شده‌است.